# Monsummano Terme
Monsummano Terme est une commune italienne de la province de Pistoia, dans la région de Toscane en Italie centrale. En 2010, elle compte 21 374 habitants.

## Géographie

Localisation de la commune de Monsummano Terme à l'intérieur de la province de Pistoia.

Le territoire communal est situé dans la partie centre-orientale de la Valdinievole et est divisé en trois zones : 
- les collines de Montalbano,
- la plaine largement urbanisée,
- la zone humide du Marais de Fucecchio qui est une réserve naturelle importante pour la richesse de la flore et de la faune et lieu de rencontre des amateurs d'observation des oiseaux.

Les voies navigables sont très courtes. Le plus grand parc public de la ville, le « Parc Orzali », est en fait un vase d'expansion de l'eau de ce petit cours d'eau. Sur la colline de Monsummano Alto, qui culmine à environ 340 mètres, se trouvent les ruines d'un château médiéval et dee carrières aujourd'hui désaffectées.

## Histoire

### Monuments et lieux d'intérêt
- La Villa Medicea di Montevettolini
- Le Château de Monsummano Alto
- La Grotte Giusti, découverte en 1849, est devenue un complexe thermal
- Museo di casa Giusti (it)
- Santuario di Santa Maria della Fontenuova (it)
- Le Théâtre Yves Montand

## Administration
| Période                                  | Période | Identité          | Étiquette               | Qualité |
| ---------------------------------------- | ------- | ----------------- | ----------------------- | ------- |
| 2009                                     |         | Rinaldo Vanni     | Partito democratico     |         |
| 1999                                     | 2009    | Giuliano Calvetti | Democratici di Sinistra |         |
| Les données manquantes sont à compléter. |         |                   |                         |         |

### Hameaux
Bizzarrino, Cintolese, Le Case, Montevettolini, Monsummano Alto, Pozzarello, Grotta Parlanti, Grotta Giusti, Violi, Uggia.

### Communes limitrophes
Larciano, Pieve a Nievole, Ponte Buggianese, Serravalle Pistoiese.

## Personnalités de la ville
- Ezio Cecchi (1913-1984) coureur cycliste italien y est né.
- Giuseppe Giusti (1809-1850), poète italien. y est mort
- Yves Montand (1921-1991), chanteur et acteur français y est né.

## Jumelages
- Décines (France) depuis 2001 (6 octobre).

## Galerie

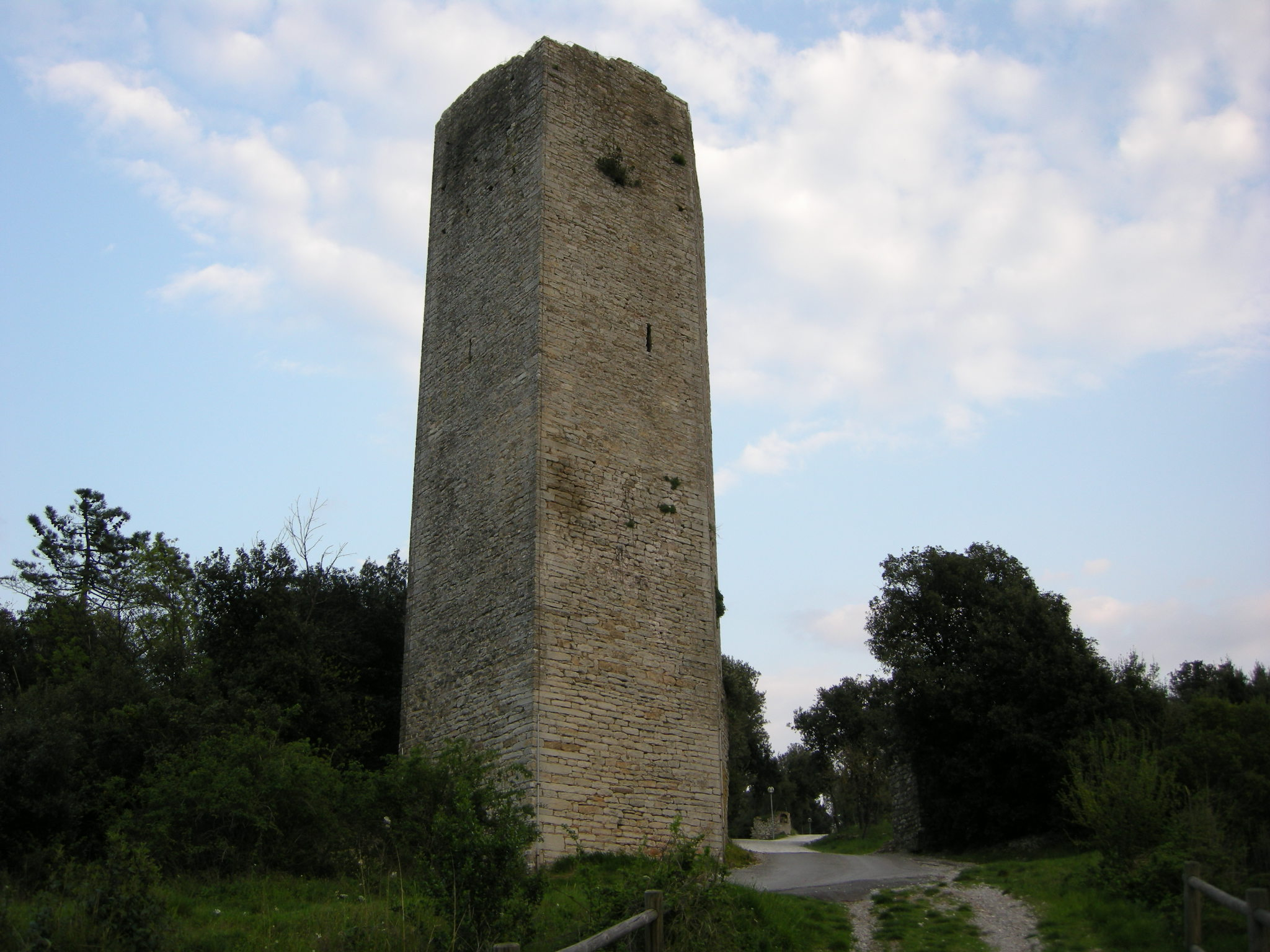
Tour du château de Monsummano Alto.
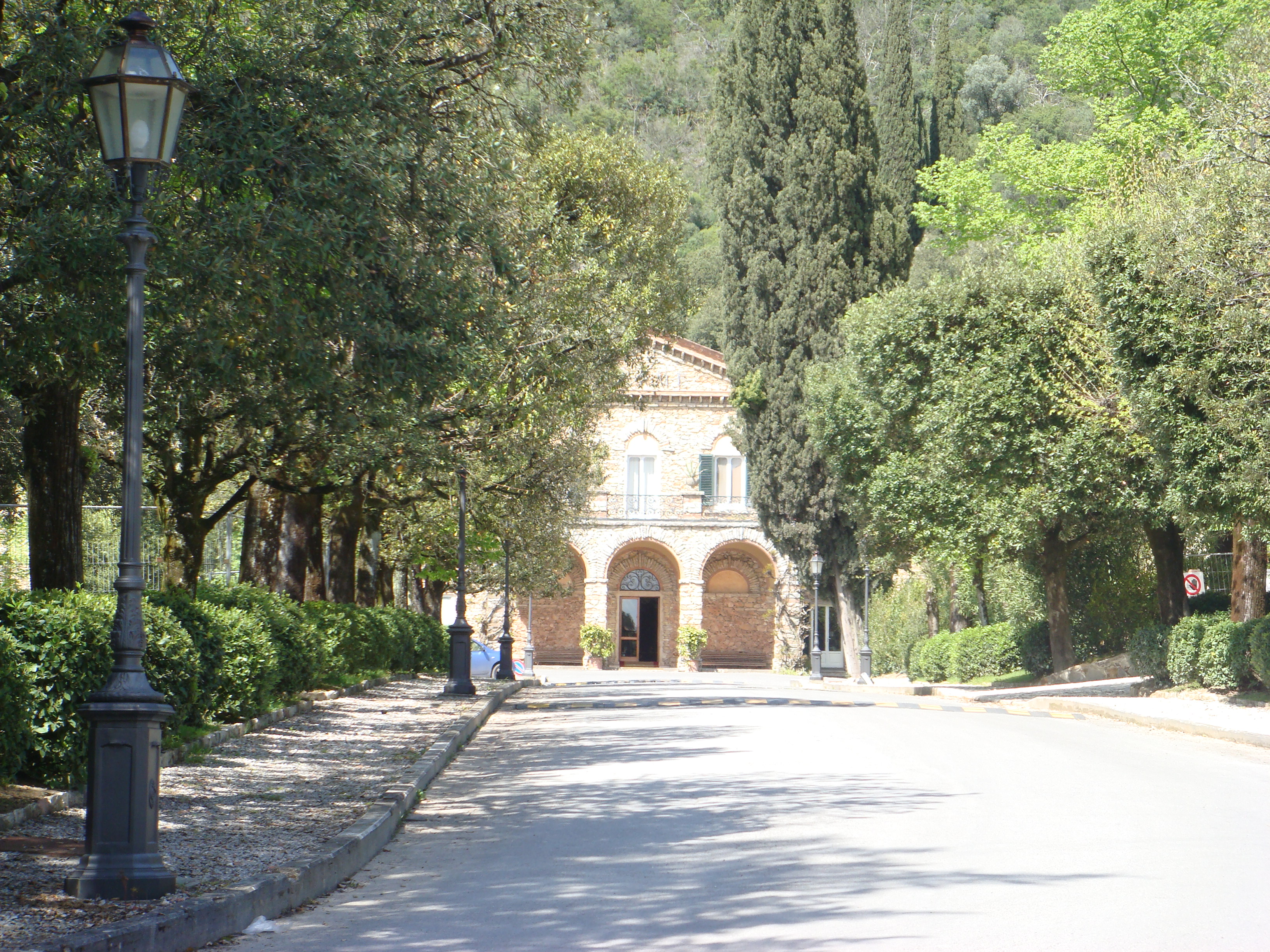
Entrée des thermes de la Grotta Giusti.
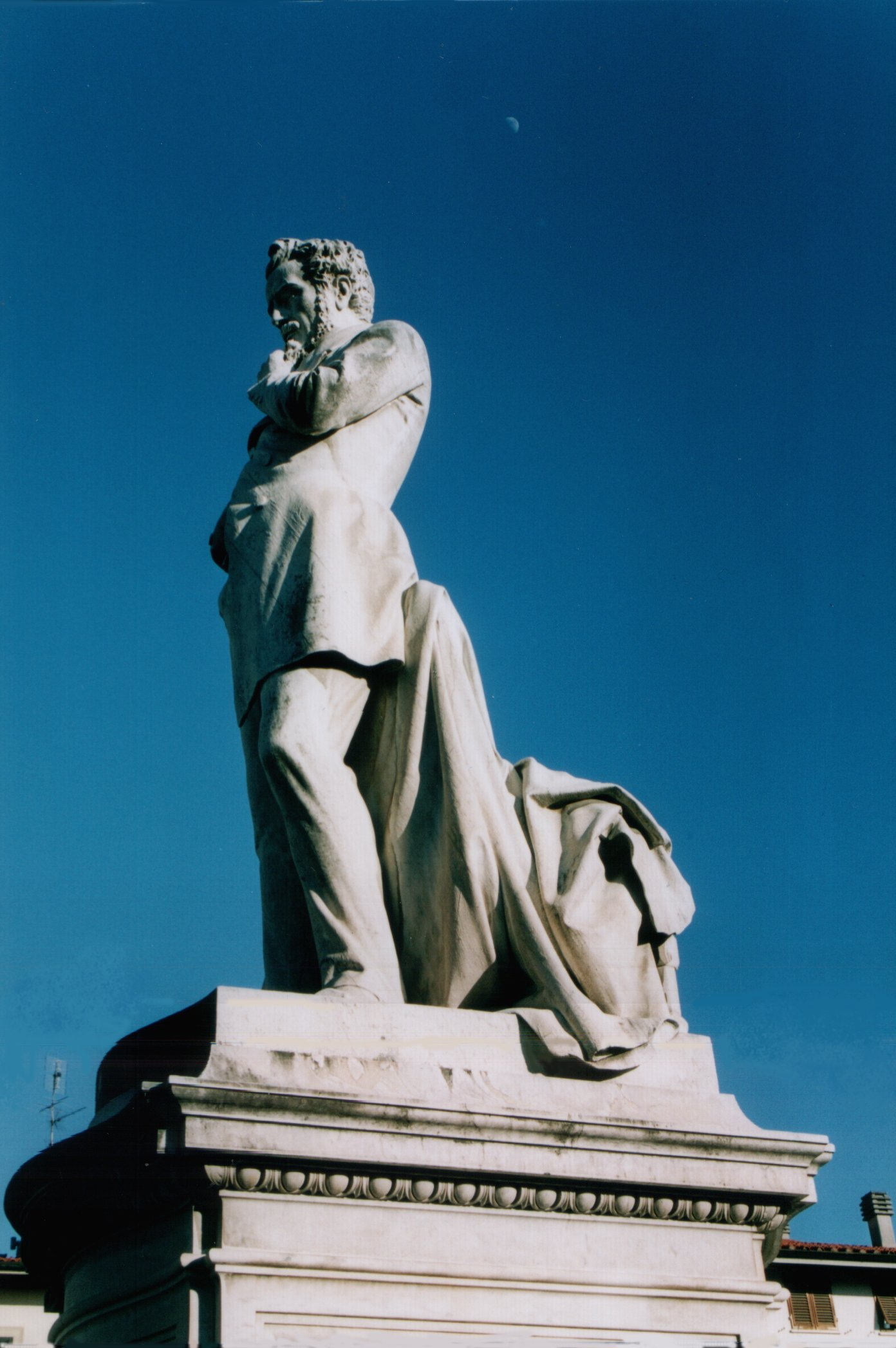
Monument à Giusti.
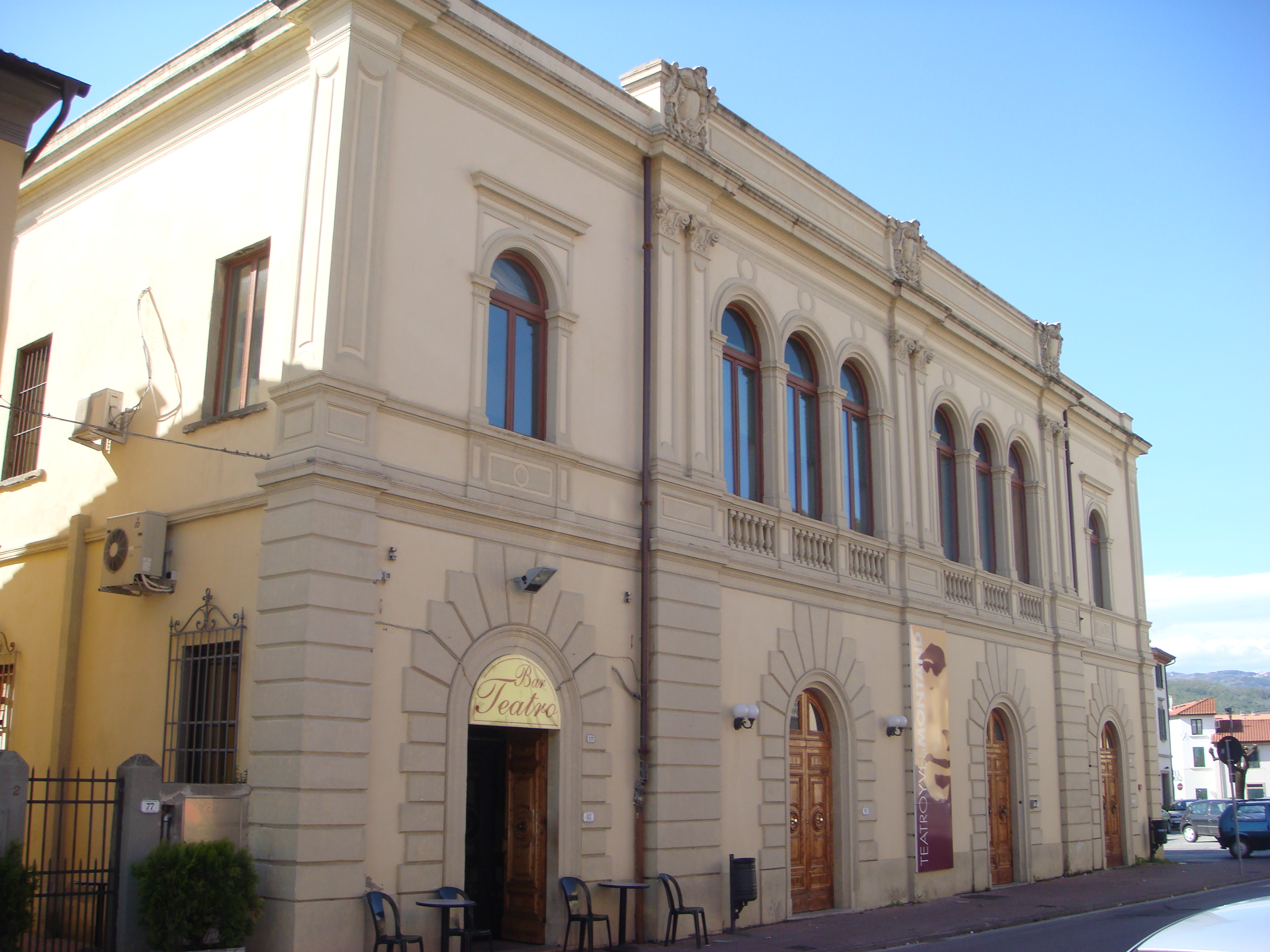
Théâtre Yves Montand.